# Hoi Hoi
《Hoi Hoi》是韓國的女子組合Rainbow子團「Rainbow Pixie」推出的單曲作品。於2012年1月12日發行。唱片公司為DSP Media。

## 概要
- 收錄主打曲「Hoi Hoi」
- 主打曲「Hoi Hoi」於MNET MCountdown最高位置為第五位。

## 收錄內容
1. Hoi Hoi (호이 호이)
2. Hoi Hoi (호이 호이) (Instrumental)

## 外部連結
- DSP Rainbow 官方網頁